# جائزة فرنسا الكبرى 1971
جائزة فرنسا الكبرى 1971 هو سباق فورمولا 1 أقيم بتاريخ 4 يوليو 1971. كان الخامس من أصل 11 في بطولة العالم لسباقات الفورمولا واحد موسم 1971. حلّ البريطاني جاكي ستيورات أولا.